# Ravenel (Caroline du Sud)
Pour les articles homonymes, voir Ravenel.
Ravenel est une ville américaine située dans le comté de Charleston et dans l’État de Caroline du Sud.

## Démographie
| 1950 | 1960 | 1970 | 1980  | 1990  | 2000  |
| ---- | ---- | ---- | ----- | ----- | ----- |
| 337  | 527  | 931  | 1 655 | 2 165 | 2 214 |

| 2010  | - | - | - | - | - |
| ----- | - | - | - | - | - |
| 2 465 | - | - | - | - | - |

## Traduction
- (en) Cet article est partiellement ou en totalité issu de l’article de Wikipédia en anglais intitulé « Ravenel, South Carolina » (voir la liste des auteurs).